# 周弘 (清朝)
周弘（1637年—1705年），字子重，號緘齋，榜名秦弘，中舉後復姓周，後避清高宗御諱改名宏。江南省常州府無錫縣（今屬江蘇省無錫市）人，清朝政治人物、經學家、文學家。

## 經歷
康熙二年（1663年）癸卯科江南鄉試第九名舉人。康熙三年（1664年）二月，甲辰科會試第一百十七名；三月二十二日，殿試位列第一甲第三名探花。授內翰林國史院編修。
八年（1669年）七月，以國史院編修充任己酉科山西鄉試正考官。遵循前代先正的取士原則。
官至翰林院侍講學士。在翰林任內擅長撰擬應制典冊文體，時人推其為名「作手」。

## 著作
- 《易通廣義》八卷

## 家庭
- 父：周公謨（1616年－1695年），明末邑庠生，舉鄉飲大賓，與東林黨交遊，未曾講學。
- 弟：周宜振，康熙二十一年進士，官浙江知縣。
- 子
  - 長子：周金簡，康熙五十一年進士，官翰林院編修。
  - 三子：周金紳，乾隆四年進士，官四川知縣。
- 孫：周永禧，雍正十年舉人。
- 曾孫：周曰萬，乾隆十六年進士，官浙江知縣；周曰贊，乾隆十六年進士，官至戶部員外郎、學政。